# Мерунцишу (Димбовіца)
Мерунцишу (рум. Mărunțișu) — село у повіті Димбовіца в Румунії. Входить до складу комуни Костештій-дін-Вале.
Село розташоване на відстані 51 км на північний захід від Бухареста, 33 км на південь від Тирговіште, 138 км на схід від Крайови, 114 км на південь від Брашова.

## Населення
За даними перепису населення 2002 року у селі проживали 812 осіб. Усі жителі села рідною мовою назвали румунську.
Національний склад населення села:
| Національність | Кількість осіб | Відсоток |
| -------------- | -------------- | -------- |
| румуни         | 797            | 98,2%    |
| цигани         | 15             | 1,8%     |